# Пінезький район
Піне́зький муніципа́льний райо́н — адміністративна одиниця Росії, Архангельська область. До складу району входять 15 сільських поселень. Названий за селищем Пінега, але адміністративним центром його є село Карпогори.
| Росія | Це незавершена стаття з географії Росії. Ви можете допомогти проєкту, виправивши або дописавши її. |